# Appius Annius Gallus (Konsul im 2. Jahrhundert)
Appius Annius Gallus war ein römischer Politiker und Senator im 2. Jahrhundert n. Chr. Im Jahr 139 oder 140 amtierte er als Konsul.
Appius Annius Gallus war Nachkomme des gleichnamigen Senators, der im Jahr 67 den Konsulat bekleidete. Die patrizische Familie stammte aus Italien, vielleicht aus der umbrischen Stadt Iguvium (heute Gubbio). Sein Vater war Appius Annius Trebonius Gallus, ordentlicher Konsul im Jahr 108.
Im Rahmen der römischen Ämterlaufbahn (Cursus honorum) bekleidete er die Quaestur und die Praetur. Auf der Inschrift eines Senatsbeschlusses (Senatusconsultum de postulatione Cyzicenorum) wird er schließlich als „designierter Konsul“ bezeichnet. Dieser Text kann durch die darin enthaltene Titulatur des späteren Kaisers Marcus Aurelius auf die Zeit zwischen dem 5. Dezember 138 und Mitte des Jahres 139 datiert werden. Die Designation eines Paares römischer Konsuln fand spätestens zum 9. Januar des Jahres statt, in dem sie das Amt ausübten. Appius Annius Gallus muss also 139 oder 140 den Konsulat innegehabt haben.
Géza Alföldy hat zu begründen versucht, warum Annius Gallus im Gegensatz zu seinem Vater nicht ordentlicher Konsul wurde, sondern nur einen weniger angesehenen Suffektkonsulat erhielt. Er sieht den Grund darin, dass für die Jahre 139 und 140 bereits der regierende Kaiser Antoninus Pius, dessen Adoptivsohn Mark Aurel und der bereits zuvor Konsul gewesene Gaius Bruttius Praesens als ordentliche Konsuln ausgewählt waren. Als Ausgleich dafür sei Appius Annius Gallus direkt im Anschluss an den Kaiser im Amt gewesen und habe möglicherweise einen zweiten Konsulat in Aussicht gestellt bekommen. Eine zweite Amtszeit ist allerdings ebenso wenig bekannt wie die Bekleidung weiterer Ämter; anscheinend ist er verstorben, bevor er erneut den Konsulat hätte innehaben können.
Gelegentlich wurde er allerdings mit einem Gallus identifiziert, von dem sonst keine Namensbestandteile bekannt sind und der einer Inschrift zufolge mit einem Marcellus zusammen Konsul war. Dieser Konsulat ist für den 25. Dezember wohl eines Jahres zwischen 149 und 153 belegt.
In der Exedra, die sein Schwiegersohn Herodes Atticus in Olympia erbauen ließ, wurde auf einer Basis aus Marmor eine Inschrift gefunden, in der die Eleier Appius Annius Gallus ehren. Neben der Ämterlaufbahn ist dort auch seine Tätigkeit als Pontifex belegt; in dieses Priesterkollegium wurde er (vermutlich nicht allzu lange) nach seinem Konsulat aufgenommen. Zur Marmorbasis gehörte eine Statue des Appius Annius Gallus, die mit Ausnahme des Kopfes erhalten ist und sich heute im Archäologischen Museum Olympia befindet.
Annius Gallus war verheiratet mit Atilia Caucidia Tertulla, der Tochter des Marcus Appius (Atilius) Bradua, welcher einigen Forschern zufolge mit Marcus Atilius Metilius Bradua, Konsul im Jahr 108, identisch ist. Ihr gemeinsamer Sohn war Appius Annius Atilius Bradua, ordentlicher Konsul im Jahr 160. Die Tochter Appia Annia Regilla Atilia Caucidia Tertulla heiratete im Jahr 139 den griechischen Redner, römischen Politiker und wohlhabenden Mäzen Herodes Atticus.